# Porta nella cultura di massa
«Qual è quel cane ch'abbaiando agogna,

e si racqueta poi che 'l pasto morde,

ché solo a divorarlo intende e pugna,

cotai si fecer quelle facce lorde

de lo demonio Cerbero, che 'ntrona

l'anime sì, ch'esser vorrebber sorde.»

(Dante Alighieri, Divina Commedia, Inferno, canto VI)

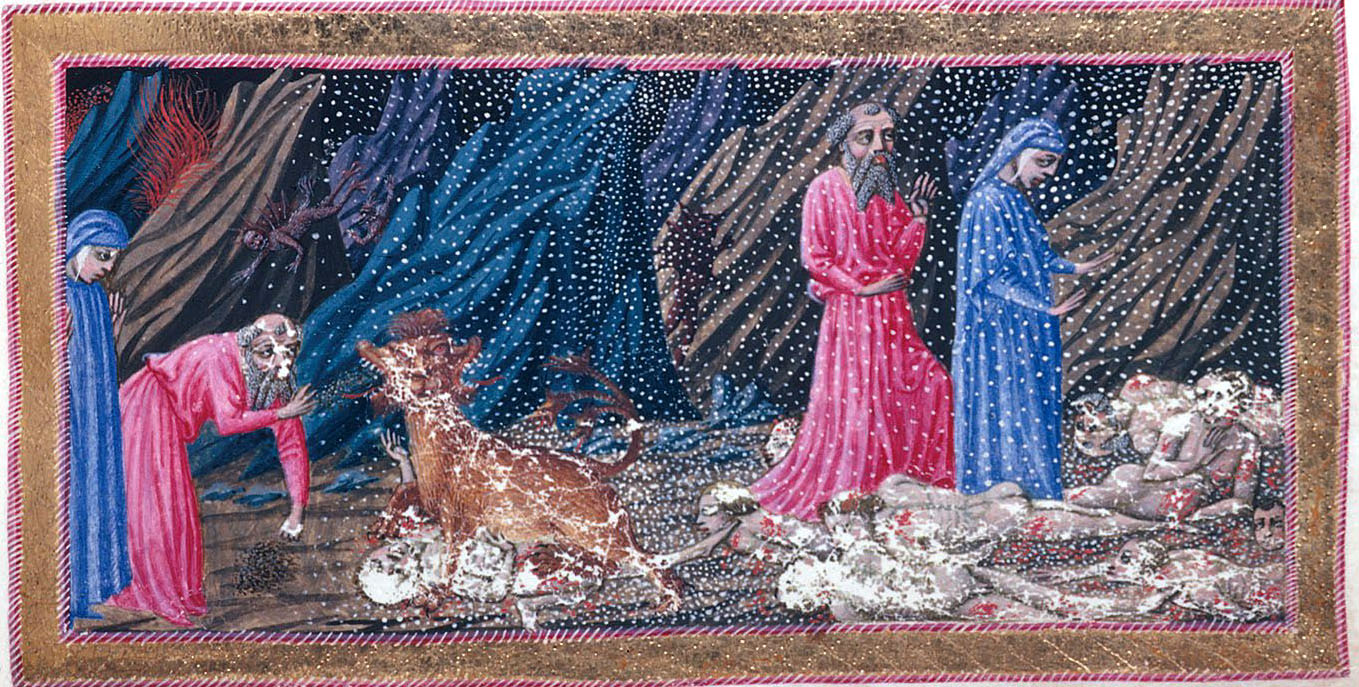
«Qual è quel cane ch'abbaiando agogna,
e si racqueta poi che 'l pasto morde,
ché solo a divorarlo intende e pugna,
cotai si fecer quelle facce lorde
de lo demonio Cerbero, che 'ntrona
l'anime sì, ch'esser vorrebber sorde.»
(Dante Alighieri, Divina Commedia, Inferno, canto VI)

La porta, nell'immaginario collettivo, è associata a significati e simboli molto vari e complessi, secondo l'epoca e il luogo di riferimento, perlopiù legate all'idea di passaggio (anche nel senso iniziatico di "rito di passaggio"), chiusura e apertura. In particolare, può rappresentare in modo ambivalente tanto la vita quanto la morte, oppure un collegamento tra due mondi, piani, stati d'animo, epoche, o ancora uno spazio segreto. Talvolta la sua presenza è così importante da giustificare presso varie culture un guardiano, umano o mostruoso, che ne sorvegli l'ingresso o l'uscita.
Tra gli esempi più rappresentativi si ricordano le porte del tempio di Giano, quelle del Paradiso, la Sublime porta, la porta dell'Inferno dantesco e la Porta santa.

## Mitologia greco-romana
Cerbero, mostruoso cane tricefalo, è a guardia dell'Ade.
Secondo la mitologia greca i sogni usciti dalla dimora di Ypnos, dio del sonno, passano per due porte: una di corno, per i sogni veridici, ed una di avorio per quelli menzogneri.

## Cristianesimo
Nel simbolismo cristiano la porta si richiama alle parole di Gesù su sé stesso nel Vangelo di Giovanni (10, 9): "Io sono la porta: chi entrerà attraverso me sarà salvo...". Spesso i portali delle chiese illustrano mediante sculture i doveri da adempiere, infatti raffigurano sia le virtù cristiane sia i vizi contro cui esse devono combattere, mentre davanti ai portali di chiese medievali stanno a guardia i leoni stilofori. Custodi delle porte celesti sono l'arcangelo Michele o l'apostolo Pietro che ne possiede le chiavi. La porta della chiesa diventa simbolo dello spazio religioso stesso. La porta della chiesa richiama Cristo, la Porta delle pecore, la Porta della salvezza. Cristo disse: Io sono la porta del gregge (Vangelo di Giovanni, 10, 7) per cui la porta è segno di Cristo e di tutti coloro che hanno percorso la via della santità che conduce alla casa di Dio. Cristo stesso si proclamò vera porta dell'ovile (Giovanni, 10, 9). Passando attraverso la porta-Cristo il fedele è parte del pellegrinaggio dei cristiani verso il solo gregge sotto un solo pastore (Giovanni, 10, 16) cosicché l'individuo si trasforma in membro della comunità. La porta è segno di benedizione e di monito per chi l'attraversa poiché dichiara che occorre l'abito nuziale per poter partecipare alle nozze del re (Matteo 22, 1-14) e chi varca la sua soglia sa che deve impegnarsi a rispettare la sacralità del luogo e ad essere pronto a vivere un'esperienza religiosa.
Il Salmo 99 (2.4) esprime un invito a varcare la porta del tempio:"Acclamate al Signore [....], presentatevi a Lui con esultanza [....]. Varcate le sue porte con inni di grazie, i suoi atri con canti di lode". E ogni cristiano prega:" Apritemi le porte della giustizia. Voglio entrarvi e rendere grazie al Signore. È questa la porta del Signore, per essa entrano i giusti" (Salmo 117, 19-20).  
La Vergine Maria è chiamata Ianua Coeli (Porta del Cielo) nelle litanie lauretane.

## Letteratura fantastica e fantascientifica

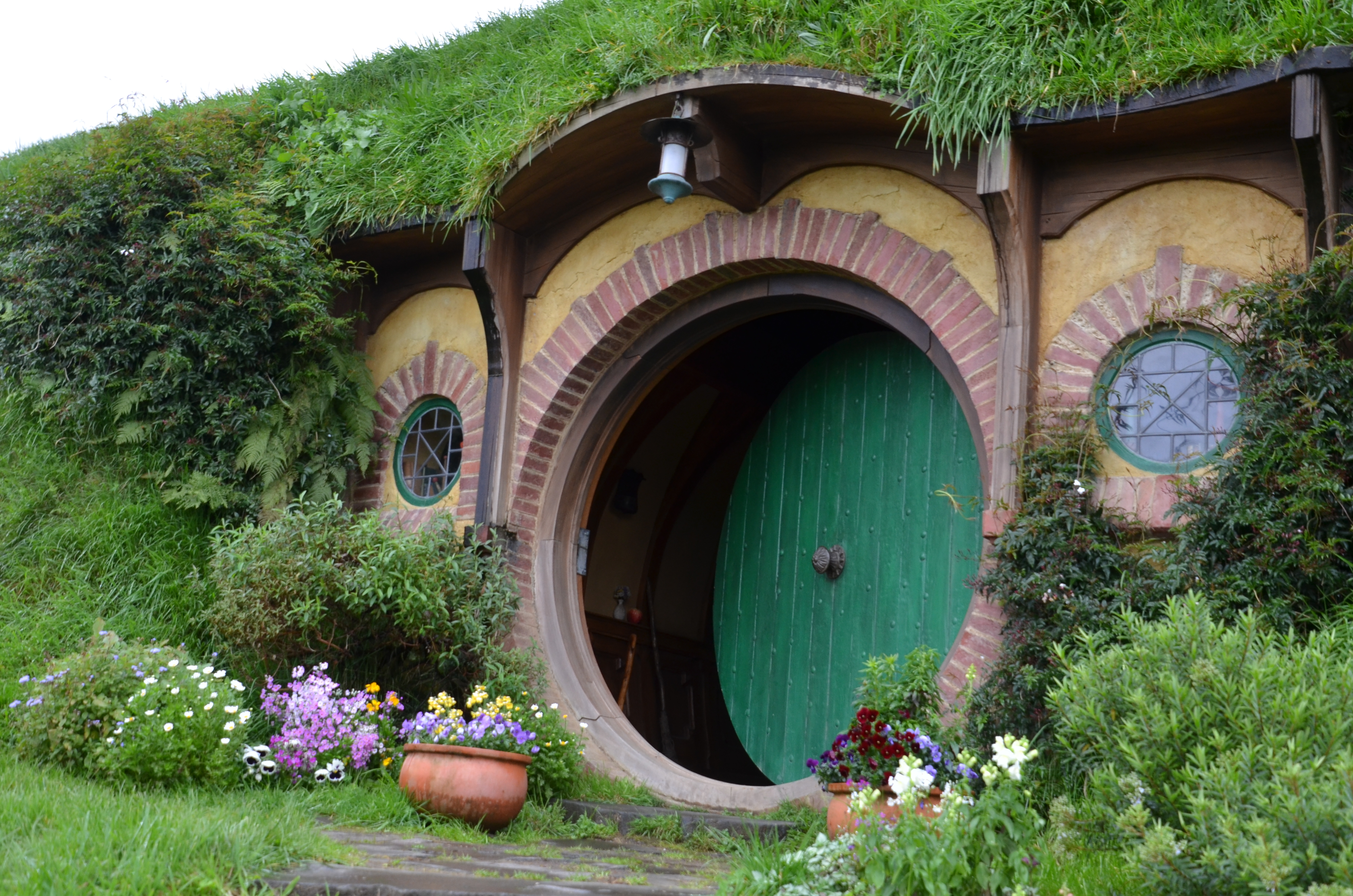
La porta rotonda di una casa hobbit.

Nella letteratura fantastico-avventurosa una porta o portale "magico" è un artificio narrativo usato in moltissime opere per consentire lo spostamento immediato dei personaggi fra due siti fra loro distanti nello spazio, nel tempo o in altre realtà.
Il "portale verso un altro mondo" è una delle più comuni icone della fantascienza e un tema del fantasy.
Tra gli autori fantastici che più hanno esplorato il significato simbolico delle porte merita una menzione Neil Gaiman. In particolare, la protagonista di una delle sue opere più note, Nessun dove, risponde al nome di Lady Porta (Lady Door).